# Castelnovo del Friuli
Castelnovo del Friuli là một đô thị ở tỉnh Pordenone trong vùng Friuli-Venezia Giulia, có cự ly khoảng 90 km về phía tây bắc của Trieste và khoảng 30 km về phía đông bắc của Pordenone. Tại thời điểm ngày 31 tháng 12 năm 2004, đô thị này có dân số 928 người và diện tích là 22,6 km².
Castelnovo del Friuli giáp các đô thị: Clauzetto, Pinzano al Tagliamento, Tramonti di Sotto, Travesio, Vito d'Asio.